# Andreas Eidhagen
Andreas Eidhagen, född 26 november 1985, är en svensk dokumentärfilmsregissör och klippare. Hans regidebut Havsfilosofen släpptes mars 2023 i Sverige. Filmen vann bästa långfilmsdokumentär på Stockholm city filmfestival samt Bästa långfilmsdokumentär på Toronto Lift-Off filmfestival.
Filmen var även nominerad till tevepriset "Kristallen" för årets dokumentärprogram 2023. 
2023 vann Andreas Eidhagen  "Enastående prestation" vid Scandinavian International Film Awards.